# Hospital de Sant Pau

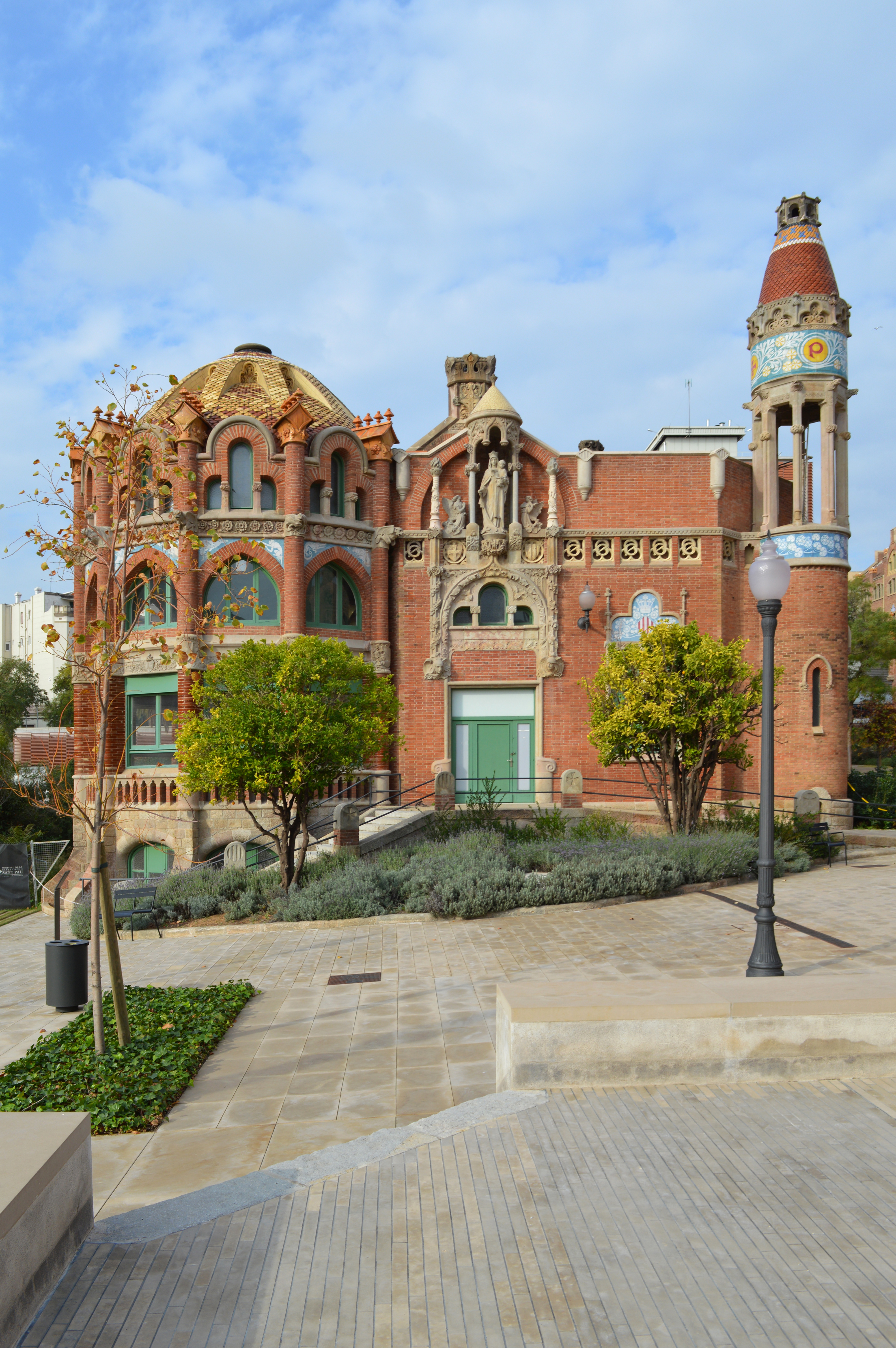
Paviljoen

Het Hospital de Sant Pau (Hospital de la Santa Creu i de Sant Pau) (Nederlands:Hospital van het Heilig Kruis en de Heilige Paulus) is een ziekenhuis in Barcelona (Spanje). Het complex, ontworpen door de architect Lluís Domènech i Montaner, is een van de belangrijkste exponenten van het Modernisme català, de Catalaanse variant van de art-nouveau/jugendstilbeweging. Met zijn hoofdgebouw en vele paviljoenen is het Hospital de Sant Pau het grootste complex van de Catalaanse modernistische architectuur.
In 1997 werd het Hospital de Sant Pau samen met Palau de la Música Catalana door UNESCO op de Werelderfgoedlijst geplaatst.

## Geschiedenis
Het Hospital de Sant Pau kent zijn oorsprong in het jaar 1401, door een fusie van de zes toenmalige ziekenhuizen van Barcelona.
De naam van het nieuwe instituut was Hospital de la Santa Creu (Hospitaal van het Heilige Kruis). Eind 19e eeuw was Barcelona enorm gegroeid en de vooruitgang van de medische wetenschap eiste modernere faciliteiten. Daarom werd er een nieuw gebouw toegevoegd, gefinancierd met een donatie van de bankier Pau Gil. De bouw begon in 1902 en zou 28 jaar duren, tot 1930. In deze periode lag het werk meerdere keren stil wegens geldgebrek. Om de wil van de mecenas te respecteren, werd zijn naam, Pau, toegevoegd aan de naam van het ziekenhuis, dat sindsdien het Hospital de la Santa Creu i Sant Pau ging heten. Tegenwoordig is het vooral bekend onder de naam Hospital de Sant Pau.
Antoni Gaudí overleed hier in 1926, nadat hij een paar dagen eerder in de stad door een tram was aangereden.

## Structuur
Het ziekenhuis werd ontworpen om een oppervlakte van negen huizenblokken binnen de wijk Eixample (de Uitbreiding) in te nemen, op een vierkant perceel van 300 op 300 meter. Het bestaat uit een hoofdgebouw, voor de administratie, en 27 paviljoenen, voor de eigenlijke patiëntenzorg. Alle gebouwen zijn onderling met elkaar verbonden door ondergrondse galerijen, die geschikt zijn voor het verplaatsen van ziekenhuisbedden. De technische installaties bevinden zich in de open lucht om zo hun onderhoud te vergemakkelijken.
Van alle gebouwen blinkt vooral het hoofdgebouw, toegankelijk via een lange, brede trap, uit. Aan weerszijden van het hoofdgebouw bevinden zich, respectievelijk, de bibliotheek en het secretariaat. In een afgezonderde ruimte bevindt zich de kerk. Ook de paviljoenen zijn van groot belang, omdat elk paviljoen uniek is.
De architect, Lluís Domènech i Montaner, werkte samen met verschillende kunstenaars aan het project. De belangrijkste waren Pablo Gargallo, die verschillende beeldhouwwerken maakte, Francesc Labarta, die de schilderijen en de mozaïeken ontwierp, en Josep Perpinyà, die het smeedwerk voor zijn rekening nam.
Met het verstrijken van de tijd is de noodzaak tot uitbreiding opnieuw actueel geworden, om zowel aan het groeiende aantal patiënten als aan de voortgang van de medische techniek en het groeiende academische karakter van het ziekenhuis tegemoet te kunnen komen. Gedurende de tweede helft van de 20e eeuw werd aan het complex wederom een aantal gebouwen toegevoegd. Hiervan is het Instituut voor Urologie het belangrijkste. Onlangs is wederom aan nieuwbouw begonnen, ditmaal aan de rand van het huidige perceel.

## Onderscheidingen
- 1991 - Creu de Sant Jordi, de op een na hoogste onderscheiding van de Catalaanse regering
- 2001 - Medalla d'Or de la Generalitat de Catalunya (Gouden Medaille), de hoogste Catalaanse onderscheiding

- Biblioteca Nacional de España: XX86346
- Bibliothèque nationale de France: cb14491454j (data)
- Catàleg d'autoritats de noms i títols de Catalunya: 981058516079906706
- Gemeinsame Normdatei: 220036-3
- International Standard Name Identifier: 0000 0004 1768 8905
- Library of Congress Control Number: n79099450
- Réseau des bibliothèques de Suisse occidentale: 02-A006601996
- Système universitaire de documentation: 143395203
- Virtual International Authority File: 153044735

Alhambra, Generalife en Albaicín, Granada ·
Kathedraal van Burgos ·
Historisch centrum van Córdoba ·
Klooster en plaats van het Escorial, Madrid ·
Werken van Gaudí ·
Grot van Altamira en de paleolithische grotkunst van Noord-Spanje ·
Monumenten van Oviedo en het koninkrijk Asturië ·
Oude stad Ávila met de Kerken-buiten-de-Muren ·
Oude stad Segovia en aquaduct ·
Santiago de Compostella (oude stad) ·
Nationaal park Garajonay ·
Historische stad Toledo ·
Mudéjararchitectuur van Aragón ·
Oude stad Cáceres ·
Kathedraal, Alcázar en Archivo General de Indias in Sevilla ·
Oude stad Salamanca ·
Klooster van Poblet ·
Archeologisch ensemble van Mérida ·
Pelgrimsroute naar Santiago de Compostella ·
Koninklijk klooster van Santa Maria de Guadalupe ·
Nationaal park Doñana ·
Historische ommuurde stad Cuenca ·
La Lonja de la Seda van Valencia ·
Las Médulas ·
Palau de la Música Catalana en Hospital de Sant Pau, Barcelona ·
Monte Perdido ·
Kloosters van San Millán Yuso en Suso ·
Prehistorische rotskunst in de Coa Vallei en de Siega Verde ·
Rotskunst van het Middellandse Zeebekken op het Iberisch Schiereiland ·
Universiteit en historische parochie van Alcalá de Henares ·
Ibiza, biodiversiteit en cultuur ·
San Cristóbal de La Laguna ·
Archeologisch ensemble van Tarraco ·
Archeologisch Atapuerca ·
Catalaanse romaanse kerken van de Vall de Boí ·
Palmeral van Elche ·
Romeinse muur van Lugo ·
Cultuurlandschap van Aranjuez ·
Monumentale renaissance-ensembles van Úbeda en Baeza ·
Vizcayabrug ·
Oude en voorhistorische beukenbossen van de Karpaten en andere regio's van Europa ·
Nationaal park El Teide ·
Herculestoren ·
Cultuurlandschap van de Serra de Tramuntana ·
Erfgoed van kwik. Almadén en Idrija ·
Dolmens van Antequera ·
Kalifaatstad Medina Azahara ·
Cultuurlandschap van de Risco Caído en de heilige bergen van Gran Canaria  ·
Paseo del Prado en Parque del Buen Retiro, een landschap van kunst en wetenschap